# Aleksandr Tachaïev
Aleksandr Mikhaïlovitch Tachaïev (en russe : Александр Михайлович Ташаев) est un footballeur russe né le 23 juin 1994 à Moscou. Il évolue au poste de milieu de terrain au Rotor Volgograd.

## Biographie

### En club
Avec l'équipe du Dynamo Moscou, il joue deux matchs en Ligue Europa lors de la saison 2014-2015.
Il rejoint le Spartak Moscou au début du mois de juillet 2018. Il dispute sous ces couleurs son premier match de Ligue des champions un mois et demi plus tard lors du match de qualification contre le PAOK Salonique le 14 août.
Connaissant par la suite un temps de jeu inconstant, il finit par être prêté au Rubin Kazan en septembre 2019 pour le restant de l'exercice 2019-2020, mais ne dispute que huit matchs avec ce club. Il passe ensuite la saison suivante en deuxième division avec l'équipe réserve du Spartak-2 avant de résilier son contrat au début du mois de juin 2021.
Tachaïev rejoint le Rotor Volgograd le 21 juin 2021.

### En équipe nationale
Avec les espoirs, il inscrit en août 2015 un but contre l'Autriche, à l'occasion des éliminatoires du championnat d'Europe espoirs 2017.

## Statistiques
| Saison                | Club                  | Championnat           | Championnat | Championnat | Coupe(s) nationale(s) | Coupe(s) nationale(s) | Compétition(s) continentale(s) | Compétition(s) continentale(s) | Compétition(s) continentale(s) | Total | Total |
| Saison                | Club                  | Division              | M.          | B.          | M.                    | B.                    | Comp.                          | M.                             | B.                             | M.    | B.    |
| 2014-2015             | Dynamo Moscou         | D1                    | 1           | 0           | -                     | -                     | C3                             | 2                              | 0                              | 3     | 0     |
| 2015-2016             | Dynamo Moscou         | D1                    | 25          | 1           | 3                     | 2                     | -                              | -                              | -                              | 28    | 3     |
| 2016-2017             | Dynamo Moscou         | D2                    | 23          | 1           | 1                     | 0                     | -                              | -                              | -                              | 24    | 1     |
| 2017-2018             | Dynamo Moscou         | D1                    | 27          | 7           | 1                     | 0                     | -                              | -                              | -                              | 28    | 7     |
| Sous-total            | Sous-total            | Sous-total            | 76          | 9           | 5                     | 2                     | -                              | 2                              | 0                              | 83    | 11    |
| 2018-2019             | Spartak Moscou        | D1                    | 17          | 0           | 3                     | 0                     | C1+C3                          | 1+3                            | 0                              | 24    | 0     |
| 2019-2020             | Spartak Moscou        | D1                    | 3           | 0           | -                     | -                     | C3                             | 1                              | 0                              | 4     | 0     |
| 2019-2020             | Rubin Kazan (prêt)    | D1                    | 7           | 0           | 1                     | 0                     | -                              | -                              | -                              | 8     | 0     |
| 2020-2021             | Spartak-2 Moscou      | D2                    | 16          | 0           | -                     | -                     | -                              | -                              | -                              | 16    | 0     |
| Sous-total            | Sous-total            | Sous-total            | 37          | 0           | 4                     | 0                     | -                              | 5                              | 0                              | 46    | 0     |
| Total sur la carrière | Total sur la carrière | Total sur la carrière | 113         | 9           | 9                     | 2                     | -                              | 7                              | 0                              | 129   | 11    |